# Ґісум
Ґісум (перс. گيسوم) — село в Ірані, у дегестані Хале-Сара, у бахші Асалем, шагрестані Талеш остану Ґілян. За даними перепису 2006 року, його населення становило 218 осіб, що проживали у складі 44 сімей.

## Клімат
Середня річна температура становить 13,97°C, середня максимальна – 27,81°C, а середня мінімальна – -0,11°C. Середня річна кількість опадів – 752 мм.
| Клімат поселення                              | Клімат поселення | Клімат поселення | Клімат поселення | Клімат поселення | Клімат поселення | Клімат поселення | Клімат поселення | Клімат поселення | Клімат поселення | Клімат поселення | Клімат поселення | Клімат поселення | Клімат поселення |
| Показник                                      | Січ.             | Лют.             | Бер.             | Квіт.            | Трав.            | Черв.            | Лип.             | Серп.            | Вер.             | Жовт.            | Лист.            | Груд.            |                  |
| Середній максимум, °C                         | 10,84            | 11,08            | 12,76            | 16,57            | 20,76            | 26,04            | 27,81            | 27,73            | 22,93            | 20,60            | 16,27            | 12,07            |                  |
| Середня температура, °C                       | 5,38             | 5,61             | 7,27             | 11,07            | 15,28            | 20,56            | 23,66            | 23,58            | 18,78            | 16,44            | 12,12            | 7,90             |                  |
| Середній мінімум, °C                          | −0,11            | 0,13             | 1,79             | 5,60             | 9,80             | 15,10            | 19,51            | 19,42            | 14,62            | 12,29            | 7,98             | 3,78             |                  |
| Норма опадів, мм                              | 73               | 62               | 66               | 54               | 39               | 24               | 10               | 32               | 78               | 116              | 90               | 108              |                  |
| Середньомісячна швидкість вітру, м/с          | 2.30             | 2.40             | 2.40             | 2.32             | 2.30             | 2.58             | 2.60             | 2.40             | 2.13             | 2.07             | 1.90             | 2.00             |                  |
| Середньомісячна сонячна радіація, кДж/м²·день | 6814             | 9085             | 11225            | 15857            | 20066            | 22849            | 23798            | 20047            | 16320            | 11132            | 8480             | 6522             |                  |
| --------------------------------------------- | ---------------- | ---------------- | ---------------- | ---------------- | ---------------- | ---------------- | ---------------- | ---------------- | ---------------- | ---------------- | ---------------- | ---------------- | ---------------- |
| Джерело:                                      |                  |                  |                  |                  |                  |                  |                  |                  |                  |                  |                  |                  |                  |